# Саломатин, Вячеслав Иванович
Вячесла́в Ива́нович Салома́тин (16 ноября 1951, пос. Худайбердинский, Челябинская область — 3 января 2015, Коркино, Челябинская область) — российский поэт и военный журналист, член Союза писателей России.

## Биография
В 1969 году окончил среднюю школу № 2 (Коркино Челябинской области). Несколько лет работал корреспондентом районных и городских газет, а также на заводах по рабочим специальностям.
В 1973—1975 гг. проходил срочную службу во внутренних войсках, в 1975—1979 гг. служил офицером милиции. В 1978 году заочно окончил Свердловский юридический институт.
В 1979—1996 гг. служил в армии, военный журналист армейских газет в Средней Азии, Казахстане, на Урале, в Екатеринбурге. С 1996 гг. в запасе (майор) по выслуге лет.
Работал корреспондентом окружной военной газеты (Екатеринбург), жил в г. Коркино Челябинской области. Входил в жюри районного фестиваля поэзии «Стихи, как музыка души».

## Творчество

### Избранные публикации
книги стихов
- Ваш сын и брат. — М.: Патриот, 1992. — ISBN 5-25142-042-0
- На особом счету. — Еманжелинская гор. тип., 2003. — ISBN 5-901896-26-2
- Свеча, горящая впотьмах. — Челябинск: Околица, 2003. — ISBN 5-87527-002-0

Стихи опубликованы в сборниках:
- Грани : сб. — Еманжелинск: Автограф, 2002. — ISBN 5-87772-048-6
- Духовной жаждою томим… : 200 тридцать семь произведений писателей Урала, посвящённых А. С. Пушкину. — Екатеринбург : Банк культ. информ., 1999. — 489 с. — ISBN 5-7851-0174-2
- Надежда : сб. — Коркино Челябинской обл.: Атоксо, 1992. — ISBN 5-8227-0027-6
- Чаша круговая : лит.-худож. альманах. — Екатеринбург: изд. дом «Сократ». — 2004. — № 3. — ISBN 5-88664-186-6
- Поколение; Избитая истина; Вечерний город [и др. стихи] // Чаша круговая : лит.-худож. альм. — Екатеринбург, 2005. — № 4. — С. 100—102.
- Южный Урал : лит. альманах. — Челябинск: Южно-Уральское кн. изд-во. — 2004. — № 3 (34).
- «Застыв устало в скорбной позе» : стихотворение // Большая медведица. — Екатеринбург, 2005. — № 1. — С. 7.

на сайтах
- Саломатин Вячеслав. Литературная губерния : международный альманах. Дата обращения: 25 января 2015. Архивировано из оригинала 9 октября 2014 года.